# 난다 코스타
난다 코스타(Nanda Costa, 1986년 9월 24일 ~ )는 브라질의 배우이다.

## 출연 작품
- 차일드후드 (2014)
- 랫 피버 (2011)
- 어린 창녀의 노래 (2009)
- 카르모 (2008)